# Leu România
Leu România (phát âm tiếng Romania: [lew], số nhiều thì đôi khi đọc là lei [lej]; kí hiệu: L; Mã ISO 4217: RON; mã số: 946) là một loại tiền tệ của România.
Vào tháng 7 năm 2005, România đã chuyển từ leu cũ (ROL) sang leu mới (RON). 1 RON bằng 10 000 ROL.

## Lịch sử
Trong thế kỷ XVII, ở các tỉnh România đã được sử dụng như tiền tệ Thaler Hà Lan (leeuwendaalder), các tiền tệ, trong đó nó xuất hiện một con sư tử, vì vậy sử dụng phổ biến từ lei (sư tử số nhiều trong tiếng România) để đề cập đến tiền, mệnh giá mà vẫn còn sau khi thaler được sử dụng.
Từ một như tháng bảy là năm 2005, ông được đưa vào lưu thông leu mới (RON) thay thế cái cũ (ROL), bằng 1 LEU 10.000 mới "cũ" lei. Các lei "mới" cùng tồn tại cho đến khi 31 tháng 12 như là 2006 với các ghi chú và tiền xu Leu "cũ" (trong ngoặc tương đương của nó trong leu mới).

## Các loại tiền tệ

### Tiền xu
| Tiền Leu mới (seri 2005) | Tiền Leu mới (seri 2005) | Tiền Leu mới (seri 2005) | Tiền Leu mới (seri 2005) | Tiền Leu mới (seri 2005) | Tiền Leu mới (seri 2005)  | Tiền Leu mới (seri 2005) | Tiền Leu mới (seri 2005) | Tiền Leu mới (seri 2005) | Tiền Leu mới (seri 2005) | Tiền Leu mới (seri 2005) |
| Hình ảnh                 | Giá trị                  | Thông số kỹ thuật        | Thông số kỹ thuật        | Thông số kỹ thuật        | Thông số kỹ thuật         | Mô tả                    | Mô tả                    | Mô tả                    | Ngày đúc tiền            |                          |
| Hình ảnh                 | Giá trị                  | Đường kính               | Độ dày                   | Can nặng                 | Thành phần chát liệu      | Mặt trước                | Mặt sau                  | Hoàn nguyên              | Ngày đúc tiền            |                          |
| ------------------------ | ------------------------ | ------------------------ | ------------------------ | ------------------------ | ------------------------- | ------------------------ | ------------------------ | ------------------------ | ------------------------ | ------------------------ |
|                          | 1 ban                    | 16.75 mm                 | 1.6 mm                   | 2.4                      | Đồng thau thép            | Trơn tru                 | Huy hiệu, Năm in tiền    | Giá trị                  | Ngày 1 tháng 7 năm 2005  |                          |
|                          | 5 ban                    | 18.25 mm                 | 1.6 mm                   | 2.8 g                    | Thép mạ đồng              | Sáo                      | Huy hiệu, Năm in tiền    | Giá trị                  | Ngày 1 tháng 7 năm 2005  |                          |
|                          | 10 bani                  | 20.50 mm                 | 1.8 mm                   | 4.0 g                    | Thép mạ niken             | Tuyệt vời và mịn màng    | Huy hiệu, Năm in tiền    | Giá trị                  | Ngày 1 tháng 7 năm 2005  |                          |
|                          | 50 bani                  | 23.75 mm                 | 1.9 mm                   | 6.1 g                    | Đồng 80% Kẽm 15% Niken 5% | "România * România *"    | Huy hiệu, Năm in tiền    | Giá trị                  | Ngày 1 tháng 7 năm 2005  |                          |

| Giá trị | Hình ảnh  | Hình ảnh | Kích thước | Màu sắc          | Mô tả                              | Mô tả                                                                                      | Sê-ri trước | Sê-ri trước | Loại mới nhất |
| Giá trị | Mặt trước | Mặt sau  | Kích thước | Màu sắc          | Mặt trước                          | Mặt sau                                                                                    | Sê-ri trước | Sê-ri trước | Loại mới nhất |
| ------- | --------- | -------- | ---------- | ---------------- | ---------------------------------- | ------------------------------------------------------------------------------------------ | ----------- | ----------- | ------------- |
| 1 leu   |           |          | 120 × 62   | Xanh lá          | Nicolae Iorga và milkweed gentian  | Nhà thờ Curtea de Argeş, Đại bàng Wallachian                                               | Series 2005 | Series 2005 | Series 2018   |
| 5 lei   |           |          | 127 × 67   | Tím              | George Enescu và carnation         | România Athenaeum                                                                          |             |             | Series 2018   |
| 10 lei  |           |          | 133 × 72   | Hồng và đỏ nhạt  | Nicolae Grigorescu và althaea      | Ngôi nhà truyền thống từ Oltenia, Nicolae Grigorescu vẽ Rodica                             | Series 2005 | Series 2008 | Series 2018   |
| 50 lei  |           |          | 140 × 77   | Vàng             | Aurel Vlaicu và edelweiss          | Thiết kế máy bay Vlaicu II, đầu đại bàng                                                   | Series 2005 | Series 2005 | Series 2018   |
| 100 lei |           |          | 147 × 82   | Xanh biển        | Ion Luca Caragiale và sweet violet | Nhà hát Quốc gia Bucharest (tòa nhà cũ), Tượng Ion Luca Caragiale, bởi Constantin Baraschi |             |             | Series 2018   |
| 200 lei |           |          | 150 × 82   | Nâu và cam       | Lucian Blaga và poppies            | Một cối xay nước, Nhà tư tưởng Hamangia                                                    | Series 2006 | Series 2006 | Series 2018   |
| 500 lei |           |          | 153 × 82   | Xanh biển và tím | Mihai Eminescu và tilia            | Thư viện Đại học Trung tâm Iaşi, một tờ báo Timpul (Thời báo)                              | Series 2005 | Series 2005 | Series 2018   |